# Escuadrón Doscientos Uno
Escuadrón Doscientos Uno es una localidad del estado mexicano de Coahuila. Es parte del municipio de Matamoros.

## Toponimia
El nombre de la localidad rinde homenaje al Escuadrón 201, unidad de la Fuerza Aérea Mexicana partícipe de la Segunda Guerra Mundial.

## Demografía
| Gráfica de evolución demográfica |
|                                  |

| Censo | Población |
| ----- | --------- |
| 1950  | 165       |
| 1960  | 333       |
| 1970  | 315       |
| 1980  | 371       |
| 1990  | 727       |
| 2000  | 879       |
| 2010  | 1 066     |
| 2020  | 1 160     |